# Bruno Foresti

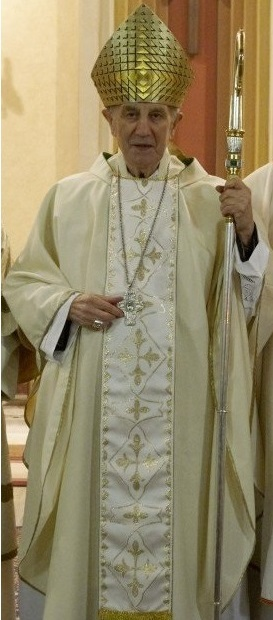
Erzbischof Bruno Foresti (2015)

Bruno Foresti (* 6. Mai 1923 in Tavernola Bergamasca in der Provinz Bergamo, Italien; † 26. Juli 2022 in Gavardo, Provinz Brescia) war ein italienischer Geistlicher und römisch-katholischer Erzbischof sowie Bischof des Bistums Brescia und Abt von Nonantola.

## Leben
Bruno Foresti empfing am 7. April 1946 nach seiner theologischen Ausbildung Am Priesterseminar in Clusone die Priesterweihe. Er war Vizerektor (1946–1951) und Rektor (1951–1967) des Priesterseminars in Clusone. 1967 wurde er Pfarrer von San Pellegrino Terme; dieses Amt hatte er bis zu seiner Ernennung zum Bischof inne.
1974 wurde er von Papst Paul VI. zum Weihbischof im Erzbistum Modena-Nonantola bestellt und zum Titularbischof von Plestia ernannt. Die Bischofsweihe spendete ihm Clemente Gaddi am 12. Januar 1975. 1976 wurde er zum Erzbischof von Modena, 1983 unter Beibehaltung des persönlichen Titels eines Erzbischofs zum Bischof des Bistums Brescia ernannt. Von 1976 bis 1983 war er zudem im Rahmen des Ordinariates in Modena auch Abt der Territorialabtei von Nonantola. 
Am 19. Dezember 1998 wurde seinem altersbedingten Rücktrittsgesuch durch Papst Johannes Paul II. stattgegeben. Bruno Foresti starb am 26. Juli 2022 im Alter von 99 Jahren.
Er engagierte sich für zahlreiche Sozialprojekte im Heiligen Land und war Großoffizier des Ritterordens vom Heiligen Grab zu Jerusalem.